# Davenia McFadden
Pour les articles homonymes, voir McFadden.
Davenia McFadden, née le 21 février 1961 à Abbeville en Caroline du Sud, est une actrice américaine.

## Filmographie
Sauf indication contraire, les informations mentionnées dans cette section peuvent être confirmées par la base de données cinématographiques IMDb,  présente dans la section « Liens externes ».

### Actrice

#### Cinéma
- 1985 : Key Exchange (en) de Barnet Kellman : Loraine
- 1985 : Remo sans arme et dangereux (Remo Williams: The Adventure Begins) de Guy Hamilton : l'agent de police à New York
- 1990 : Hold-up à New York (Quick Change) de Howard Franklin et Bill Murray : la policière
- 1992 : Article 99 de Howard Deutch : l'employée
- 1993 : The Pickle de Paul Mazursky : la femme à la fenêtre
- 1994 : Fresh de Boaz Yakin : Mrs. Coleman
- 1996 : Eddie de Steve Rash : Rae Jones
- 1997 : Parties intimes (Private Parts) de Betty Thomas : l'infirmière
- 1997 : Le Mariage de mon meilleur ami (My Best Friend's Wedding) de Paul John Hogan : la femme en colère
- 1998 : Gary & Linda (Just the Ticket) de Richard Wenk : la contrôleuse de la sécurité sociale
- 1999 : Gloria de Sidney Lumet : la gardienne
- 1999 : Double Jeopardy de Bruce Beresford : Evelyn
- 1999 : L'Ombre d'un soupçon (Random Hearts) de Sydney Pollack : Cassie
- 2001 : Shot de Roger Roth : Mrs. Walker
- 2003 : Masked and Anonymous de Larry Charles : la conductrice du bus
- 2003 : Testosterone (en) de David Moreton : Marnie
- 2004 : Killer Diller (en) de Tricia Brock : députée Rhodell Larkin
- 2004 : Le Mexicain (Latin Dragon) de Scott Thomas : l'officier Washington
- 2005 : American Gun de Aric Avelino : Felicia
- 2006 : Mise à prix (Smokin' Aces) de Joe Carnahan : Loretta Wyman
- 2007 : Smiley Face de Gregg Araki :  une passagère du bus
- 2007 : Honeydripper de John Sayles : Nadine
- 2009 : Hatchi (Hachi: A Dog's Tale) de Lasse Hallström : Mary Anne
- 2009 : LifeUmentary  de Roger Roth : Davenia (court métrage)
- 2011 : Sound of My Voice de Zal Batmanglij : Carol Briggs
- 2012 : Kill the Gringo (Get the Gringo) de Adrian Grunberg : la grande femme
- 2012 : Bad Ass de Craig Moss : Rita
- 2012 : Breaking the Girls de Jamie Babbit : détective Ross
- 2013 : Effets secondaires (Side Effects) de Steven Soderbergh : la seconde juge
- 2013 : Getting Back to Zero de Roger Roth : Babs
- 2014 : Kiss Me (en) de Jeff Probst : l'infirmière Sylvie
- 2014 : The Lachrymist de Matthew Gowan : Ms. Swope (court métrage)
- 2015 : Joker (Wild Card) de Simon West : Millicent
- 2015 : Addicted to Fresno de Jamie Babbit : Denise

#### Télévision

##### Séries télévisées
- 1992 : ABC Afterschool Special : l'oratrice (saison 20, épisode 2)
- 1995 : The Cosby Mysteries (en) : Ellen (saison 1, épisode 16)
- 1995 : New York Undercover : Mrs. Goines (saison 2, épisode 6)
- 1998 : Diagnostic : Meurtre (Diagnosis Murder) : Betty Pearson (saison 5, épisode 21)
- 1998 : Seinfeld : Coco (saison 9, épisode 19)
- 1998 et 2009 : Urgences (ER) : April Robinson / Mrs. Bevins (saison 4, épisode 18 et saison 15, épisode 14)
- 1998-1999 : Becker : Annette Johnson (saison 1, épisode 1 et 16)
- 1999 : Les Anges du bonheur (Touched by an Angel) : Lavonda (saison 5, épisode 23)
- 2000 : Any Day Now (en) : ? (saison 2, épisode 16)
- 2000 : Ally McBeal : l'assistante de Tina Turner (saison 3, épisode 14)
- 2000 : City of Angels : ? (saison 1, épisode 7)
- 2000-2002 : Sept à la maison (7th Heaven) : l'infirmière Amy (3 épisodes)
- 2001 : La Vie avant tout (Strong Medicine) : Roxy (saison 1, épisode 21)
- 2001 : Pour le meilleur... ? (For Your Love) : l'infirmière Danvers (saison 4, épisode 13)
- 2002 : Emma Brody (en) (The American Embassy) : Carmen Jones (6 épisodes)
- 2002 : Division d'élite (The Division) : Mrs. Parsons (saison 2, épisode 11)
- 2002 : The Shield : Frida (saison 1, épisode 7)
- 2003 : Amy (Judging Amy) : l'officier de police (saison 4, épisode 12)
- 2003 : Le Cartel (Kingpin) : ? (mini-série)
- 2003 : The Bernie Mac Show : Molly (saison 3, épisode 4)
- 2004 : Les Experts (CSI: Crime Scene Investigation) : l'artiste (saison 4, épisode 23)
- 2004 : Dragnet (L.A. Dragnet) : la directrice de la clinique (saison 2, épisode 9)
- 2004-2006 : Les Feux de l'amour (The Young and the Restless) : Lorena Davis (20 épisodes)
- 2005 : Malcolm (Malcolm in the Middle) : Dr. Samson (saison 6, épisode 12)
- 2005 : Révélations : sœur Delise (mini-série)
- 2005 : Line of Fire : Lorraine (saison 1, épisode 11)
- 2006 : Monk : Gladys Menchen (saison 4, épisode 13)
- 2006 : FBI : Portés disparus (Without a Trace) : Mrs. Aldridge (saison 4, épisode 18)
- 2006 : Close to Home : Juste Cause : juge Cooper (saison 2, épisode 2)
- 2007 : The Riches : Chunky K (4 épisodes dont 3 non créditée)
- 2008 : The Game : Mrs. Young (saison 2, épisode 17)
- 2008 : Little Britain USA : la surveillante (5 épisodes)
- 2008 : Des jours et des vies (Days of Our Lives) : Candy (1 épisode)
- 2010 : Cold Case : Affaires classées : Althea Johnson '10 (saison 7, épisode 22)
- 2010 : La Force du destin (All My Children) : Leona (2 épisodes)
- 2010 : Weeds : la concierge de l'aéroport (saison 6, épisode 13)
- 2011 : Enlightened : Sherry (saison 1, épisode 3)
- 2012 : Mike and Molly : Julie (saison 2, épisode 20)
- 2012 : Bonne chance Charlie (Good Luck Charlie) : Verna (saison 3, épisode 17)
- 2012 : Glee : Betty Adams (saison 4, épisode 6)
- 2013 : Mad Men : Ida (saison 6, épisode 8)
- 2014 : Anger Management : Shirley (saison 2, épisode 79)

##### Téléfilms
- 1985 : Confessions privées (en) (Private Sessions) de Michael Pressman : Gail
- 1988 : Le Choix tragique (God Bless the Child) de Larry Elikann : Kathleen
- 1989 : Cas de conscience (Kojak: Fatal Flaw) de Richard Compton : la femme de ménage
- 1997 : The Rockford Files: Shoot-Out at the Golden Pagoda de Tony Wharmby : Mrs. Francis
- 1997 : Ellen Foster de John Erman : Mavis
- 2000 : American Tragedy (en) de Lawrence Schiller : Gail Jones
- 2001 : Stranger Inside (en) de Cheryl Dunye : Brownie
- 2001 : Taking Back Our Town de Sam Pillsbury : Gloria
- 2003 : A Time to Remember (en) de John Putch : Marion
- 2004 : D.O.T.S. de ? : ?
- 2011 : Wonder Woman (en) de Jeffrey Reiner : Janine Parks

### Productrice
- 2015 : Race War de Sean Hampton (court métrage)